# NGC 3595
NGC 3695 is een elliptisch sterrenstelsel in het sterrenbeeld Grote Beer. Het hemelobject werd op 5 februari 1788 ontdekt door de Duits-Britse astronoom William Herschel.

## Synoniemen
- UGC 6280
- MCG 8-21-9
- ZWG 242.14
- PGC 34325